# Академічне веслування на літніх Олімпійських іграх 2016 — парні двійки (чоловіки)
Змагання з академічного веслування серед парних двійок (чоловіки) на літніх Олімпійських іграх 2016 пройшли з 6 по 11 серпня в Лагуні Родрігу-ді-Фрейташ. Участь брали 26 спортсменів.

## Призери
| Золото                                      | Срібло                                        | Бронза                              |
| Мартін Сінкович (CRO) Валент Сінкович (CRO) | Міндаугас Грішконіс (LTU) Саулюс Ріттер (LTU) | К'єтіль Борх (NOR) Олаф Туфте (NOR) |

## Рекорди
Станом на 6 серпня 2016 світовий і олімпійський рекорди були такими:
| Світовий рекорд     | Валент Сінкович та Мартін Сінкович (Хорватія) | 05:59,720 | Амстердам, Нідерланди   | 21 серпня 2014 |
| Олімпійський рекорд | Натан Коен та Джозеф Салліван (Нова Зеландія) | 06:11,300 | Лондон, Велика Британія | 28 липня 2012  |

## Розклад
Час місцевий (UTC−3).
| Дата      | Час         | Раунд            |
| --------- | ----------- | ---------------- |
| 6 серпня  | 11:30–11:50 | Попередній етап  |
| 7 серпня  | 09:50       | Відбірковий етап |
| 9 серпня  | 10:30–10:40 | Півфінали        |
| 11 серпня | 08:50       | Фінал B          |
| 11 серпня | 10:40       | Фінал A          |

## Змагання

### Попередній етап
Перші три спортсмени з кожного заїзду безпосередньо проходять до півфіналу змагань. Всі інші спортсмени потрапляють у втішний заїзд, де будуть розіграні ще три місця до півфіналу.

#### Заїзд 1
| Місце | Спортсмен                                      | Час     |
| ----- | ---------------------------------------------- | ------- |
| 1     | Кріс Гарріс (NZL) Роббі Менсон (NZL)           | 6:40.35 |
| 2     | Александар Александров (AZE) Борис Йотов (AZE) | 6:40.52 |
| 3     | Романо Баттісті (ITA) Франческо Фоссі (ITA)    | 6:42.33 |
| 4     | Джон Коллінз (GBR) Джонатан Волтон (GBR)       | 6:43.93 |
| 5     | Адріан Оквендо (CUB) Едуардо Рубіо (CUB)       | 6:52.20 |

#### Заїзд 2
| Місце | Спортсмен                                     | Час     |
| ----- | --------------------------------------------- | ------- |
| 1     | Міндаугас Грішконіс (LTU) Саулюс Ріттер (LTU) | 6:29.11 |
| 2     | К'єтіль Борх (NOR) Олаф Туфте (NOR)           | 6:30.58 |
| 3     | Марсель Гаккер (GER) Штефан Крюгер (GER)      | 6:31.85 |
| 4     | Георгі Божилов (BUL) Крістіан Васілєв (BUL)   | 6:44.31 |

#### Заїзд 3
| Місце | Спортсмен                                   | Час     |
| ----- | ------------------------------------------- | ------- |
| 1     | Мартін Сінкович (CRO) Валент Сінкович (CRO) | 6:30.09 |
| 2     | Маттьє Андродіас (FRA) Уго Бушерон (FRA)    | 6:33.03 |
| 3     | Кріс Морган (AUS) Девід Воттс (AUS)         | 6:36.39 |
| 4     | Марко Мар'янович (SRB) Андрія Слюкіч (SRB)  | 7:07.29 |

### Відбірковий етап
| Місце | Спортсмен                                   | Час     |
| ----- | ------------------------------------------- | ------- |
| 1     | Джон Коллінз (GBR) Джонатан Волтон (GBR)    | 6:19.60 |
| 2     | Георгі Божилов (BUL) Крістіан Васілєв (BUL) | 6:20.56 |
| 3     | Марко Мар'янович (SRB) Андрія Слюкіч (SRB)  | 6:20.62 |
| 4     | Адріан Оквендо (CUB) Едуардо Рубіо (CUB)    | 6:21.52 |

### Півфінали
З кожного півфінального заїзду три перших спортсмена проходять до фіналу A, решта до фіналу B.

#### Заїзд 1
| Місце | Спортсмен                                   | Час     |
| ----- | ------------------------------------------- | ------- |
| 1     | Мартін Сінкович (CRO) Валент Сінкович (CRO) | 6:12.27 |
| 2     | К'єтіль Борх (NOR) Олаф Туфте (NOR)         | 6:13.50 |
| 3     | Джон Коллінз (GBR) Джонатан Волтон (GBR)    | 6:13.83 |
| 4     | Кріс Гарріс (NZL) Роббі Менсон (NZL)        | 6:17.01 |
| 5     | Кріс Морган (AUS) Девід Воттс (AUS)         | 6:19.36 |
| 6     | Георгі Божилов (BUL) Крістіан Васілєв (BUL) | 6:47.00 |

#### Заїзд 2
| Місце | Спортсмен                                      | Час     |
| ----- | ---------------------------------------------- | ------- |
| 1     | Міндаугас Грішконіс (LTU) Саулюс Ріттер (LTU)  | 6:14.61 |
| 2     | Романо Баттісті (ITA) Франческо Фоссі (ITA)    | 6:15.24 |
| 3     | Маттьє Андродіас (FRA) Уго Бушерон (FRA)       | 6:16.15 |
| 4     | Марсель Гаккер (GER) Штефан Крюгер (GER)       | 6:18.32 |
| 5     | Марко Мар'янович (SRB) Андрія Слюкіч (SRB)     | 6:27.66 |
| 6     | Александар Александров (AZE) Борис Йотов (AZE) | 6:37.49 |

### Фінали

#### Фінал B
| Місце | Спортсмен                                      | Час     |
| ----- | ---------------------------------------------- | ------- |
| 1     | Кріс Морган (AUS) Девід Воттс (AUS)            | 6:58.11 |
| 2     | Марсель Гаккер (GER) Штефан Крюгер (GER)       | 6:58.86 |
| 3     | Георгі Божилов (BUL) Крістіан Васілєв (BUL)    | 7:00.85 |
| 4     | Марко Мар'янович (SRB) Андрія Слюкіч (SRB)     | 7:03.13 |
| 5     | Кріс Гарріс (NZL) Роббі Менсон (NZL)           | 7:06.80 |
| 6     | Александар Александров (AZE) Борис Йотов (AZE) | 7:24.03 |

#### Фінал A
| Місце | Спортсмен                                     | Час     |
| ----- | --------------------------------------------- | ------- |
| 1     | Мартін Сінкович (CRO) Валент Сінкович (CRO)   | 6:50.28 |
| 2     | Міндаугас Грішконіс (LTU) Саулюс Ріттер (LTU) | 6:51.39 |
| 3     | К'єтіль Борх (NOR) Олаф Туфте (NOR)           | 6:53.25 |
| 4     | Романо Баттісті (ITA) Франческо Фоссі (ITA)   | 6:57.10 |
| 5     | Джон Коллінз (GBR) Джонатан Волтон (GBR)      | 7:01.25 |
| 6     | Маттьє Андродіас (FRA) Уго Бушерон (FRA)      | 7:02.06 |